# Patrick Van Horn
Patrick Van Horn (ur. 19 sierpnia 1969) – amerykański aktor.

## Wybrana filmografia

### Filmy fabularne
- 1990: Stalowe magnolie (Steel Magnolias, TV) jako Jonathan Eatenton
- 1992: Jaskiniowiec z Kalifornii (Encino Man) jako Phil, opryszek Matta[2]
- 1993: Nie mów kocham (Between Love and Hate, TV) jako Matt Templeton
- 1993: Rio Shannon (TV) jako Jack Cleary
- 1996: Swingers jako Sue[3]
- 1998: Ivory Tower jako Anthony Daytona
- 1998: Free Enterprise jako Sean
- 1999: Troje do tanga (Three to Tango) jako Zack
- 2001: W pogoni za szczęściem (Pursuit of Happiness) jako Mike
- 2002: Devious Beings jako Arrow
- 2008: Cztery Gwiazdki (Four Christmases) jako Darryl

### Seriale TV
- 1988: Rozmowy po północy (Midnight Caller) jako Thomas Jay
- 1990: Bajer z Bel-Air (The Fresh Prince of Bel-Air) jako Simon Stanhope
- 1998: Prawdziwe życie (Real Life) jako Derek McAffrey